# Biblioteca Central de Aberdeen
La Biblioteca Central de Aberdeen en Escocia está ubicada en el viaducto de Rosemount y es la biblioteca principal de la ciudad.

## Historia
La biblioteca se encuentra en un edificio catalogado de categoría C(S). Su construcción costó 10 000 libras  y fue financiada públicamente a través de una campaña local que comenzó en 1889. Andrew Carnegie la inauguró el 5 de julio de 1892 después de que él y su esposa contribuyeron con  2000 libras al proceso de construcción. Es uno de un grupo de tres edificios cívicos - los otros dos son la Iglesia de San Marcos y el Teatro de Su Majestad - conocido como "Educación, Salvación y Condenación". 

## Colección
La biblioteca contiene grandes colecciones de mapas locales, más de 15 000 fotografías, registros de nacimiento y defunción y una colección de periódicos locales. Gran parte del material de la biblioteca se encuentra en microfilm.